# Åke Persson (författare)
Åke Persson, född 1962 i Södertälje, uppvuxen i Rönninge, är en svensk journalist och författare.
Han arbetar som chefredaktör för tidskriften  PROpensionären och har tidigare bland annat varit ansvarig redaktör för tidskrifterna Allt om Historia och  Levande Historia samt redaktionschef på tidningarna Allt om Resor och tidskriften  Vi. Han har även arbetat som nyhetsreporter på flera av Sveriges största dagstidningar, samt inom lokalpressen, och har också arbetat med tv och som redaktör på bokförlag. Åke Persson har en fil kand i historia och informationskunskap, en juristexamen från Stockholms universitet och har även gått på författarskolan Biskops-Arnö och Poppius Journalistskola.
Bibliografi i urval:
- Persson, Åke (2010). 101 historiska myter. Lund: Historiska media. Libris 11811923. ISBN 978-91-86297-22-0
- Persson, Åke (2013). Berömda sista ord. Lund: Historiska media. Libris 14221416. ISBN 978-91-87031-50-2